# جواز سفر بريطاني
يتم إصدار جوازات السفر البريطانية للأشخاص الذين يحملون الجنسية البريطانية، ويمكن استخدام الجواز كدليل على الجنسية البريطانية. في عام 2016، إحتل جواز السفر البريطاني المرتبة الثالثة عالميا في تصنيف أقوى جوازات السفر لعام 2016.